# Nowy Pudłów
Nowy Pudłów [pronunciación en polaco: /ˈnɔvɨ ˈpudwuf/] es un pueblo ubicado en el distrito administrativo de Gmina Poddębice, dentro del condado de Poddębice, voivodato de Łódź, en el centro de Polonia.  Se encuentra aproximadamente a 8 kilómetros al suroeste de Poddębice y a 39 kilómetros al oeste de la capital regional, Łódź.